# Réserve de biosphère des Carpates orientales
La réserve de biosphère des Carpates orientales est une réserve de biosphère transfrontière située dans les Carpates orientales, à la jonction des frontières polonaise, slovaque et ukrainienne. Elle a été reconnue par l'Unesco en 1998 dans le cadre du Programme sur l'homme et la biosphère. Elle s'étend sur 208,076 hectares. 
Elle réunit la réserve slovaco-polonaise créée en 1992 et la réserve des Carpates ukrainienne établie en 1968 et « réserve de biosphère » depuis 1992. Elle se superpose à trois parcs nationaux :   
- le parc national de l'Ouj et le  parc paysager régional de Nadsyansky en Ukraine,
- le parc national des Poloniny en Slovaquie,
- le parc national de Bieszczady[2] en Pologne.